# Koolhoven FK.51
Die Koolhoven FK.51 war ein Anfängerschulflugzeug der 1930er Jahre und eine der erfolgreichsten Entwicklungen des niederländischen Flugzeugkonstrukteurs und Industriellen Frits Koolhoven.

## Entwicklung und Einsatz
Die FK.51 wurde als Doppeldecker gleicher Spannweite in Gemischtbauweise entworfen und war für die Verwendung von Flugmotoren im Leistungsbereich von 250 bis 500 PS vorgesehen. Im Verlauf seiner Einsatzgeschichte wurde der Typ denn auch mit unterschiedlichen Antrieben geflogen. Es wurde ein Prototyp gebaut, der das Kennzeichen Z-1 erhielt und mit H. M. Schmidt-Crans am 25. Mai 1935 vom Flugplatz Waalhaven aus die Flugerprobung absolvierte. Nach dem erfolgreichen Abschluss erhielt er das Zivilkennzeichen PH–AJV und wurde als Flugdemonstrator internationalen Interessenten vorgeführt. Die niederländischen Luftstreitkräfte (LVA) wurden durch die Leistungen überzeugt und bestellten eine erste Serie von 25 FK.51, die einen britischen Cheetah-V-Sternmotor mit 270 PS erhielten und im Zeitraum 1936 und 1937 ausgeliefert wurden. Sie erwiesen sich als für die Anfängerschulung gute geeignete, robuste Flugzeuge, so dass sich die Armee für die Anschaffung weiterer 29 Stück entschied. Dieses Baulos erhielt leistungsstärkere Cheetah-IX-Triebwerke mit 350 PS und wurde bis 1938 an die LVA übergeben.
Die niederländische Marine entschloss sich ebenfalls, ihren Marine Luchtvaartdienst (MLD) mit diesem Typ auszurüsten, entschied sich ab für einen noch stärkeren US-amerikanischen Pratt & Whitney mit 450 PS als Antrieb. Schließlich meldeten auch die Kolonialstreitkräfte in Niederländisch-Indien Bedarf an und erhielten in den Jahren 1936 bis 1938 28 FK.51, ausgerüstet mit Whirlwind-Triebwerken, denen später noch mindestens sieben weitere für den Einsatz auf den Ostindischen Inseln folgten.
Einen weiteren Auftrag erhielt Koolhoven von der spanischen Republik, die insgesamt 28 FK.51 für ihre Luftstreitkräfte (FARE) orderte. Die Serie umfasste 28 Exemplare; davon erhielten elf Stück 400-PS-Jaguar-IVa-Motoren und die restlichen 17 wiederum Whirlwind-Triebwerke der Ausführung R-975E. Diese wurden von der sich im Bürgerkrieg mit den spanischen Nationalisten befindlichen Regierung aber nicht nur für reine Schulaufgaben verwendet. Einige Flugzeuge wurden mit zwei 7,7-mm-Maschinengewehren in den Tragflächen und einem Abwehrstand in der hinteren Kabine ausgerüstet, in dem sich ein bewegliches 7-7-mm-MG für den Heckschützen befand, und kamen als Nachtjäger oder Aufklärer zum Einsatz. Andere dienten für die Nachtflugausbildung.

## Aufbau
Die FK.51 war ein einstieliger, verspannter und gestaffelter Doppeldecker mit einem Ober- und Unterflügel gleicher Spannweite und Tiefe. Der Rumpf bestand aus einem im Querschnitt rechteckigen Stahlrohrfachwerk mit ovaler Stoffbespannung. In ihm befanden sich der 280 l fassende Kraftstoff- und der Schmierstoffbehälter mit 32 l Inhalt. Der Motor war mit einer NACA-Haube verkleidet. Die Tragflächen bestanden aus zwei Holmen, Gurten aus Spruce und Sperrholzbeplankung. Querruder befanden sich nur am Oberflügel. Das Leitwerk bildeten die Höhen- und Seitenflosse als sperrholzbeplankte Holzgerüste sowie Höhen- und Seitenruder aus stoffbespannten Metallrahmen, wobei das Höhenruder im Flug- und das Seitenruder am Boden verstellbare Trimmklappen besaß. Die Höhenflosse war zur Seitenflosse und zur Rumpfunterkante hin verspannt. Das Fahrwerk bestand aus dem mit Radbremsen und Niederdruckreifen ausgestatteten, nicht einziehbaren Hauptfahrwerk sowie dem um 360° drehbaren Heckrad.

## Technische Daten
| Kenngröße             | Daten mit „Cheetah IX“                                                                  |
| --------------------- | --------------------------------------------------------------------------------------- |
| Besatzung             | 2                                                                                       |
| Spannweite            | 9,00 m                                                                                  |
| Länge                 | 7,85 m                                                                                  |
| Höhe                  | 2,85 m                                                                                  |
| Flügelfläche          | 27,00 m²                                                                                |
| Flächenbelastung      | 58,8 kg/m²                                                                              |
| Leistungsbelastung    | 4,14 kg/PS                                                                              |
| Flächenleistung       | 13 PS/m²                                                                                |
| Rüstmasse             | 990 kg                                                                                  |
| Startmasse            | normal 1450 kg maximal 1600 kg                                                          |
| Antrieb               | ein luftgekühlter Siebenzylinder-Sternmotor Armstrong Siddeley Cheetah IX               |
| Leistung              | 270 PS (199 kW) – 350 PS (257 kW) in 2200 m Höhe                                        |
| Kraftstoffvolumen     | 280 l                                                                                   |
| Höchstgeschwindigkeit | 232 km/h in Bodennähe 253 km/h in 2200 m Höhe                                           |
| Marschgeschwindigkeit | 206 km/h in Bodennähe 229 km/h in 2200 m Höhe                                           |
| Landegeschwindigkeit  | 84 km/h                                                                                 |
| Steiggeschwindigkeit  | 420 m/min ab Boden                                                                      |
| Steigzeit             | 2,4 min auf 1000 m Höhe 5,2 min auf 2000 m Höhe 8,6 min auf 3000 m Höhe                 |
| Dienstgipfelhöhe      | 6300 m                                                                                  |
| Reichweite            | 775 km                                                                                  |
| Bewaffnung            | ein starres 7,7-mm-MG Lewis im Oberflügel ein bewegliches 7,7-mm-MG Lewis auf Drehkranz |

## Nutzer
NiederlandeLuchtvaartafdeeling: 54 (taktische Nummern 1 – 25 und 400 – 428)
Koninklijke Marine: 24 (taktische Kennzeichen E-1 – E-24)
Koninklijk Nederlandsch-Indisch Leger: 35 (taktische Kennzeichen K-2 – K-29 und K-102 – K-108)
 SpanienFuerzas Aéreas de la República Española: 28 (taktische Kennzeichen EK-001 – EK-028)